# Territori de Nou Mèxic
El Territori de Nou Mèxic fou un territori incorporat organitzat dels Estats Units que existí (amb diferents límits) del 9 de setembre de 1850 fins al 6 de gener de 1912, quan deixà de ser territori i va ser admès a la Unió com l'Estat de Nou Mèxic.

## Abans de l'organització del territori
En 1846, durant la Guerra Estats Units - Mèxic, es va establir un Govern provisional dels Estats Units a Nou Mèxic. Les fronteres territorials eren una mica ambígües. Després que Mèxic cedís formalment la regió als Estats Units després del Tractat de Guadalupe Hidalgo de 1848, el govern provisional es va mantenir fins al 9 de setembre de 1850.

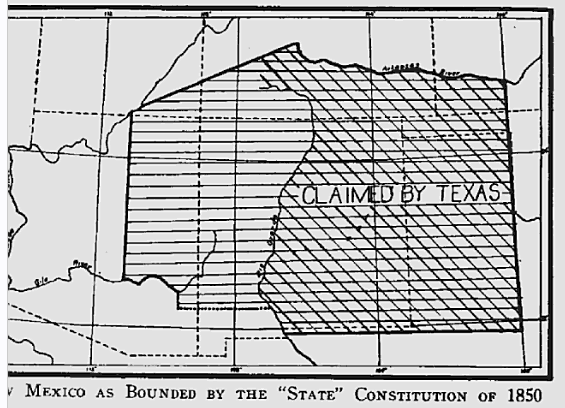
Fronteres proposades per a l'Estat de Nou Mèxic, 1850

A principis de l'any 1850 estava en marxa una aposta per fer estat New Mexico sota la proposta que la seva Constitució prohibís l'esclavitud. La sol·licitud va ser aprovada al mateix temps que fou creat més al nord el territori de Utah. Les fronteres estatals propostes eren per estendre cap a l'est fins al paral·lel 100 cap al nord del riu Arkansas que abasta tant els Panhandles de Texas i Oklahoma i parts dels actual Kansas, Colorado, Utah i Arizona, així com la majoria de l'actual Nou Mèxic. L'oposició substancial a aquest pla provenia de Texas, que reclamava la major part del mateix territori, tot i que no controlava aquestes terres.

## El Compromís de 1850 i les disputes sobre l'esclavitud
El Compromís de 1850, que entrà en vigor el 9 de setembre d'aquest any, va aturar l'oferta de la condició d'Estat de Nou Mèxic. Alhora altres disposicions de l'Acord de 1850 van establir l'organització territori de Nou Mèxic i el veí territori de Utah i establí fermament els límits de l'Estat de Texas que persisteixen fins avui.
L'estatut de l'esclavitud durant el període territorial va provocar un ampli debat. L'atorgament de la condició d'Estat va anar a un Congrés molt dividit sobre la qüestió de l'esclavitud. Alguns (incloent Stephen A. Douglas) van sostenir que el territori no podia restringir l'esclavitud com en l'anterior Compromís de Missouri, mentre que altres (incloent Abraham Lincoln) va insistir que tenien prioritat les tradicions jurídiques mexicanes més antigues, que prohibirn l'esclavitud. Independentment del seu estatus oficial l'esclavitud era rara a Nou Mèxic abans de la guerra. Els esclaus negres no eren més d'una dotzena.
Com un dels últims intents d'arribar a un compromís per evitar la guerra civil, els diputats republicans van oferir admetre Nou Mèxic com un estat esclavista immediatament. Tot i que la mesura va ser aprovada pel Comitè el 29 de desembre de 1860, el Sud no va acceptar aquesta oferta.
El 24 de febrer de 1863, durant la Guerra Civil Estatunidenca, el Congrés va establir el nou territori d'Arizona mitjançant el fraccionament de la part occidental del territori de Nou Mèxic, terres que en última instància es convertiren en l'estat d'Arizona i la part sud de Nevada. L'acte de la creació, conegut com la Llei Orgànica d'Arizona, va abolir l'esclavitud al territori d'Arizona.

## Evolució territorial

Compra de Gadsden de 1853

Territori de Nou Mèxic 1866

Els límits del territori de Nou Mèxic en el moment del seu establiment (9 de setembre de 1850) contenien la major part de l'actual Nou Mèxic, més de la meitat de l'actual Arizona i parts de l'actual Colorado avui en dia i del sud de Nevada. Encara que aquesta àrea va ser menor que el que s'havia inclòs en la proposta de la condició d'Estat fallit de principis de 1850, les disputes frontereres amb Texas s'havien dissipat pel Compromís de 1850.
La compra de Gadsden va ser adquirida pels Estats Units (de Mèxic) en 1853. Aquesta compra va afegir al Territori de Nou Mèxic l'actual sud d'Arizona i una àrea més petita en l'actual sud-oest de Nou Mèxic, amb el que la superfície del país arribà la mida màxima de la seva història com a territori organitzat.
El territori de Colorado fou establit per la Llei Orgànica de Colorado de 28 de febrer de 1861, amb les mateixes fronteres que en última instància constitueixen l'actual estat de Colorado. Aquesta Llei elimina les terres de Colorado del territori de Nou Mèxic.
La creació del territori d'Arizona el 24 de febrer de 1863 per la Llei Orgànica d'Arizona va treure totes les terres a l'oest del meridià 109 oest del Territori de Nou Mèxic, és a dir, el futur territori de l'estat d'Arizona més la terra que més tard seria el sud de Nevada. Aquesta llei deixà el Territori de Nou Mèxic amb les fronteres idèntiques a les de l'eventual estat de Nou Mèxic.

## Guerra civil
Com a ruta cap a Califòrnia, el Territori de Nou Mèxic va ser durament disputat durant la Guerra Civil Americana. Els colons a la part sud del territori es van unir voluntàriament a la Confederació en 1861 com a Territori confederat d'Arizona. Aquest territori va consistir en la meitat sud del territori de Nou Mèxic, en contrast amb el territori d'Arizona establit per la Unió en 1863, que era la meitat occidental. El Territori confederat d'Arizona va ser la primera entitat territorial estatunidenca anomenada Arizona.
La batalla de Glorieta Pass va posar l'àrea sota el control de la Unió. Tanmateix, el govern del Territori confederat d'Arizona es va mantenir fins a l'exili a El Paso (Texas) fins a la fi de la guerra civil.